# La Chanson de Fortunio
Personnages
- Fortunio, avocat
- Laurette, sa femme
- Landry, avoué
- Guillaume, avoué
- Saturnin, avoué
- Sylvain, avoué
- Valentin, 2e avoué de Fortunio
- Babet, cuisinier de Fortunio
- Friquet, saute-ruisseau

La Chanson de Fortunio est un opéra-comique en un acte de 1861 de Jacques Offenbach, sur un livret de Ludovic Halévy et Hector Crémieux inspiré de la pièce Le Chandelier d’Alfred de Musset.

## Historique
La Chanson de Fortunio a été créée le 5 janvier 1861 aux Bouffes-Parisiens, salle Choiseul. En 1850 déjà, Offenbach avait composé la musique de la chanson de Fortunio dans l’acte 2, scène 3, du Chandelier de Musset pour une reprise de la pièce à la Comédie-Française, musique publiée en 1853 par Heugel du recueil de chansons d’Offenbach les Voix mystérieuses, et reprise par le ténor Gustave-Hippolyte Roger dans ses concerts Halévy et Crémieux ont monté l’acte de la Chanson de Fortunio autour de cette chanson, l’histoire étant censée former une sorte de suite à la pièce originale. On entend la mélodie de la chanson dans l’ouverture.

## Contexte
La musique de la Chanson de Fortunio a été composée en une semaine. La préparation de la production a pris une semaine de plus. Celle-ci a continué à être mise régulièrement à l’affiche à Paris en 1861 et 1862. L’œuvre a été vite représentée à travers l’Europe et au-delà : la première viennoise a eu lieu le 25 avril. L’Allemagne a suivi l’année suivante à Bad Ems. Bruxelles et Berlin en 1861, Budapest, Prague, Graz et de Stockholm en 1862, Saint-Pétersbourg en 1864 (et 1905), New York et Bâle en 1867, Milan en 1868 et à Londres en 1871 (et 1907).

## Réception
Cette pièce a remporté un succès tombé à point nommé après l’échec de Barkouf une quinzaine de jours plus tôt. Cette opérette n’a, dans son ensemble, jamais vraiment fait partie de ce qu’on peut appeler le répertoire standard. Néanmoins, et en particulier pendant la période antérieure à la Première Guerre mondiale, la chanson-titre est restée extrêmement populaire en tant que élément de récital. Même le rédacteur de la notice nécrologique d’Offenbach dans le Times considère la chanson elle-même comme l’une des meilleurs compositions d’Offenbach avec Orphée aux Enfers et la Grande-duchesse de Gérolstein, la Belle Hélène suivant « à quelque distance ».

## Argument
Dans le jardin de la maison de Fortunio en Lorraine, au XVIIe siècle, Maître Fortunio, un avocat d’un certain âge, est marié à la jeune et jolie Laurette. Lorsqu’il était encore clerc, Fortunio a séduit la femme de son employeur à l’aide d’une chanson particulièrement séduisante. Le souvenir de cette aventure l’amène à soupçonner une liaison entre sa femme et son clerc greffier Valentin. Bien qu’effectivement tombé profondément amoureux, sa timidité a jusqu’ici empêché le jeune homme de déclarer sa flamme. Fortunio accuse Laurette d’infidélité et décide de chasser Valentin de son service. Cependant, les clercs ont découvert, entretemps, la vieille chanson de Fortunio. Lorsqu’ils commencent à la chanter, Fortunio se rend compte que son hypocrisie a été démasquée. La chanson n’a rien perdu de son pouvoir, car les clercs conquièrent tous soudainement et miraculeusement de nouvelles dulcinées.

## Distribution de la création
| Rôle                           | Type de voix | Création, 5 janvier 1861, (chef d'orchestre : Jacques Offenbach) |
| ------------------------------ | ------------ | ---------------------------------------------------------------- |
| Fortunio, avocat               | baryton      | Désiré                                                           |
| Laurette, sa femme             | soprano      | Chabert                                                          |
| Landry, avoué                  | soprano      | Taffanel                                                         |
| Guillaume, avoué               | soprano      | Rose-Deschamps                                                   |
| Saturnin, avoué                | soprano      | Nordi                                                            |
| Sylvain, avoué                 | soprano      | Lecuver                                                          |
| Valentin, 2e avoué de Fortunio | soprano      | Pfotzer                                                          |
| Babet, cuisinier de Fortunio   | soprano      | Baudoin                                                          |
| Friquet, saute-ruisseau        | ténor        | Bache                                                            |

## Airs musicaux
- Ouverture
- Couplets de Laurette : « Prenez garde à vous »
- Ensemble du pain et des pommes : « Il est parti... » ; Chanson à boire: « La belle eau claire »
- Couplets du petit Friquet
- Ronde des clercs : « Autrefois, aujourd’hui »
- Couplets de Valentin : « Je t’aime »
- Duo, ensemble, couplets ; valse des clercs « Toutes les femmes sont à nous »
- Duo et chanson de Fortunio
- Scène finale